# Bilan saison par saison du FK Dynamo Moscou
Cet article présente le bilan par saison du Dynamo Moscou, à savoir ses résultats en championnat, coupes nationales et coupes européennes depuis 1936.

## Bilan par saison

### Légende du tableau
| Champion / Vainqueur | Deuxième / Finaliste | Troisième | Promotion | Relégation |

### Période soviétique
| Saison           | Championnat | Championnat             | Championnat             | Championnat             | Championnat             | Championnat             | Championnat             | Championnat             | Championnat             | Coupe d'URSS            | Coupe d'Europe          | Coupe d'Europe          | Meilleur(s) buteur(s)    | Meilleur(s) buteur(s)   | Entraîneur(s)                                                                         |                         |                         |
| Saison           | Division    | Pos                     | Pts                     | J                       | V                       | N                       | D                       | BP                      | BC                      | Coupe d'URSS            | C                       | Résultat                | Joueur                   | Buts                    | Entraîneur(s)                                                                         |                         |                         |
| ---------------- | ----------- | ----------------------- | ----------------------- | ----------------------- | ----------------------- | ----------------------- | ----------------------- | ----------------------- | ----------------------- | ----------------------- | ----------------------- | ----------------------- | ------------------------ | ----------------------- | ------------------------------------------------------------------------------------- | ----------------------- | ----------------------- |
| 1936 (printemps) | 1re         | 1er                     | 18                      | 6                       | 6                       | 0                       | 0                       | 22                      | 5                       | 32es de finale          | —                       | —                       | Mikhaïl Semitchastny     | 6                       | Konstantin Kvachnine (en)                                                             |                         |                         |
| 1936 (automne)   | 1re         | 2e                      | 16                      | 7                       | 3                       | 3                       | 1                       | 21                      | 12                      | 32es de finale          | —                       | —                       | Sergueï Iline (ru)       | 6                       | Konstantin Kvachnine (en)                                                             |                         |                         |
| 1937             | 1re         | 1er                     | 38                      | 16                      | 8                       | 6                       | 2                       | 37                      | 20                      | Vainqueur               | —                       | —                       | Vassili Smirnov          | 8                       | Viktor Doubinine (en)                                                                 |                         |                         |
| 1938             | 1re         | 5e                      | 32                      | 25                      | 14                      | 4                       | 7                       | 69                      | 34                      | 32es de finale          | —                       | —                       | Mikhail Yakushin         | 12                      | Mikhaïl Tovarovski (en)                                                               |                         |                         |
| 1939             | 1re         | 7e                      | 28                      | 26                      | 12                      | 4                       | 10                      | 60                      | 46                      | 32es de finale          | —                       | —                       | Mikhaïl Semitchastny     | 14                      | Viktor Doubinine (en) Viktor Teterine (ru) Lev Kortchebokov (en) Viktor Teterine (ru) |                         |                         |
| 1940             | 1re         | 1er                     | 36                      | 24                      | 17                      | 4                       | 4                       | 74                      | 30                      | —                       | —                       | —                       | Sergueï Soloviov         | 21                      | Boris Arkadiev                                                                        |                         |                         |
| 1941-1943        | 1re         | Seconde Guerre mondiale | Seconde Guerre mondiale | Seconde Guerre mondiale | Seconde Guerre mondiale | Seconde Guerre mondiale | Seconde Guerre mondiale | Seconde Guerre mondiale | Seconde Guerre mondiale | Seconde Guerre mondiale | Seconde Guerre mondiale | Seconde Guerre mondiale | Seconde Guerre mondiale  | Seconde Guerre mondiale | Seconde Guerre mondiale                                                               | Seconde Guerre mondiale | Seconde Guerre mondiale |
| 1944             | 1re         | —                       | —                       | —                       | —                       | —                       | —                       | —                       | —                       | Seizièmes de finale     | —                       | —                       | —                        | —                       | Lev Kortchebokov (en)                                                                 |                         |                         |
| 1945             | 1re         | 1er                     | 40                      | 22                      | 19                      | 2                       | 1                       | 73                      | 13                      | Finale                  | —                       | —                       | Vassili Kartsev (en)     | 21                      | Mikhail Yakushin                                                                      |                         |                         |
| 1946             | 1re         | 2e                      | 33                      | 22                      | 16                      | 1                       | 5                       | 68                      | 17                      | Quarts de finale        | —                       | —                       | Vassili Kartsev (en)     | 17                      | Mikhail Yakushin                                                                      |                         |                         |
| 1947             | 1re         | 2e                      | 40                      | 24                      | 19                      | 2                       | 3                       | 57                      | 15                      | Huitièmes de finale     | —                       | —                       | Sergueï Soloviov         | 14                      | Mikhail Yakushin                                                                      |                         |                         |
| 1948             | 1re         | 2e                      | 40                      | 26                      | 18                      | 4                       | 4                       | 85                      | 28                      | Demi-finales            | —                       | —                       | Sergueï Soloviov         | 25                      | Mikhail Yakushin                                                                      |                         |                         |
| 1949             | 1re         | 1er                     | 57                      | 34                      | 26                      | 5                       | 3                       | 104                     | 30                      | Finale                  | —                       | —                       | Ivan Konov (ru)          | 23                      | Mikhail Yakushin                                                                      |                         |                         |
| 1950             | 1re         | 2e                      | 50                      | 36                      | 22                      | 6                       | 8                       | 88                      | 36                      | Finale                  | —                       | —                       | Konstantin Beskov        | 22                      | Mikhail Yakushin Viktor Doubinine (en)                                                |                         |                         |
| 1951             | 1re         | 5e                      | 32                      | 28                      | 13                      | 6                       | 9                       | 62                      | 41                      | Quarts de finale        | —                       | —                       | Konstantin Beskov        | 15                      | Viktor Doubinine (en) Mikhaïl Semitchastny                                            |                         |                         |
| 1952             | 1re         | 3e                      | 17                      | 13                      | 7                       | 3                       | 3                       | 24                      | 14                      | Quarts de finale        | —                       | —                       | Vladimir Iline           | 8                       | Mikhaïl Semitchastny                                                                  |                         |                         |
| 1953             | 1re         | 4e                      | 23                      | 20                      | 8                       | 7                       | 5                       | 34                      | 19                      | Vainqueur               | —                       | —                       | Vladimir Savdounine (en) | 7                       | Mikhaïl Semitchastny Mikhail Yakushin                                                 |                         |                         |
| 1954             | 1re         | 1er                     | 35                      | 24                      | 15                      | 5                       | 4                       | 44                      | 20                      | Seizièmes de finale     | —                       | —                       | Vladimir Iline           | 11                      | Mikhail Yakushin                                                                      |                         |                         |
| 1955             | 1re         | 1er                     | 34                      | 22                      | 15                      | 4                       | 3                       | 52                      | 16                      | Finale                  | —                       | —                       | Vladimir Iline           | 12                      | Mikhail Yakushin                                                                      |                         |                         |
| 1956             | 1re         | 2e                      | 28                      | 22                      | 10                      | 8                       | 4                       | 45                      | 31                      | —                       | —                       | —                       | Alakbar Mammadov         | 12                      | Mikhail Yakushin                                                                      |                         |                         |
| 1957             | 1re         | 1er                     | 36                      | 22                      | 16                      | 4                       | 2                       | 49                      | 15                      | Huitièmes de finale     | —                       | —                       | Aleksei Mamykin          | 13                      | Mikhail Yakushin                                                                      |                         |                         |
| 1958             | 1re         | 2e                      | 31                      | 22                      | 14                      | 3                       | 5                       | 44                      | 25                      | Demi-finales            | —                       | —                       | Valeri Ourine (en)       | 11                      | Mikhail Yakushin                                                                      |                         |                         |
| 1959             | 1re         | 1er                     | 31                      | 22                      | 13                      | 5                       | 4                       | 41                      | 21                      | —                       | —                       | —                       | Genrich Fiedosov         | 8                       | Mikhail Yakushin                                                                      |                         |                         |
| 1960             | 1re         | 3e                      | 35                      | 30                      | 14                      | 7                       | 9                       | 44                      | 25                      | Quarts de finale        | —                       | —                       | Igor Tchislenko          | 12                      | Mikhail Yakushin                                                                      |                         |                         |
| 1961             | 1re         | 11e                     | 41                      | 32                      | 17                      | 7                       | 8                       | 57                      | 39                      | Huitièmes de finale     | —                       | —                       | Igor Tchislenko          | 15                      | Vsevolod Blinkov (en)                                                                 |                         |                         |
| 1962             | 1re         | 2e                      | 40                      | 32                      | 15                      | 10                      | 7                       | 41                      | 23                      | Demi-finales            | —                       | —                       | Iouri Vchivtsev          | 8                       | Aleksandr Ponomariov                                                                  |                         |                         |
| 1963             | 1re         | 1er                     | 55                      | 38                      | 21                      | 13                      | 4                       | 47                      | 14                      | Demi-finales            | —                       | —                       | Igor Tchislenko          | 11                      | Aleksandr Ponomariov                                                                  |                         |                         |
| 1964             | 1re         | 7e                      | 34                      | 32                      | 12                      | 10                      | 10                      | 33                      | 31                      | Demi-finales            | —                       | —                       | Igor Tchislenko          | 9                       | Aleksandr Ponomariov                                                                  |                         |                         |
| 1965             | 1re         | 5e                      | 36                      | 32                      | 11                      | 14                      | 7                       | 38                      | 24                      | Huitièmes de finale     | —                       | —                       | Igor Tchislenko          | 7                       | Aleksandr Ponomariov Viatcheslav Soloviov                                             |                         |                         |
| 1966             | 1re         | 8e                      | 38                      | 36                      | 12                      | 14                      | 10                      | 43                      | 34                      | Huitièmes de finale     | —                       | —                       | Iouri Avroutski (en)     | 11                      | Viatcheslav Soloviov                                                                  |                         |                         |
| 1967             | 1re         | 2e                      | 49                      | 36                      | 18                      | 13                      | 5                       | 55                      | 28                      | Vainqueur               | —                       | —                       | Guennadi Ievrioujikine   | 13                      | Konstantin Beskov                                                                     |                         |                         |
| 1968             | 1re         | 5e                      | 47                      | 38                      | 19                      | 9                       | 10                      | 58                      | 32                      | Huitièmes de finale     | —                       | —                       | Vladimir Kozlov          | 14                      | Konstantin Beskov                                                                     |                         |                         |
| 1969             | 1re         | 4e                      | 39                      | 26                      | 16                      | 7                       | 9                       | 50                      | 33                      | Quarts de finale        | —                       | —                       | Iouri Avroutski (en)     | 9                       | Konstantin Beskov                                                                     |                         |                         |
| 1970             | 1re         | 2e                      | 46                      | 32                      | 19                      | 8                       | 7                       | 53                      | 26                      | Vainqueur               | —                       | —                       | Vladimir Kozlov          | 15                      | Konstantin Beskov                                                                     |                         |                         |
| 1971             | 1re         | 5e                      | 31                      | 30                      | 9                       | 13                      | 8                       | 35                      | 22                      | Huitièmes de finale     | —                       | —                       | Anatoli Kojemiakine (en) | 7                       | Konstantin Beskov                                                                     |                         |                         |
| 1972             | 1re         | 10e                     | 30                      | 30                      | 12                      | 6                       | 12                      | 39                      | 35                      | Huitièmes de finale     | C2                      | Finale                  | Vladimir Kozlov          | 7                       | Konstantin Beskov                                                                     |                         |                         |
| 1973             | 1re         | 3e                      | 33                      | 30                      | 13                      | 10                      | 7                       | 43                      | 30                      | Demi-finales            | —                       | —                       | Anatoli Kojemiakine (en) | 16                      | Gavriil Kachalin                                                                      |                         |                         |
| 1974             | 1re         | 6e                      | 31                      | 30                      | 10                      | 11                      | 9                       | 42                      | 33                      | Quarts de finale        | —                       | —                       | Vadim Pavlenko (en)      | 16                      | Gavriil Kachalin                                                                      |                         |                         |
| 1975             | 1re         | 3e                      | 38                      | 30                      | 13                      | 12                      | 5                       | 39                      | 23                      | Huitièmes de finale     | —                       | —                       | Anatoli Chepel (en)      | 8                       | Aleksandr Sevidov                                                                     |                         |                         |
| 1976 (printemps) | 1re         | 1er                     | 22                      | 15                      | 9                       | 4                       | 2                       | 17                      | 8                       | Quarts de finale        | —                       | —                       | Anatoli Chepel (en)      | 6                       | Aleksandr Sevidov                                                                     |                         |                         |
| 1976 (automne)   | 1re         | 6e                      | 16                      | 15                      | 7                       | 2                       | 6                       | 15                      | 13                      | Quarts de finale        | —                       | —                       | Andreï Yakubik           | 5                       | Aleksandr Sevidov                                                                     |                         |                         |
| 1977             | 1re         | 4e                      | 35                      | 30                      | 9                       | 17                      | 4                       | 34                      | 20                      | Vainqueur               | —                       | —                       | Andreï Yakubik           | 10                      | Aleksandr Sevidov                                                                     |                         |                         |
| 1978             | 1re         | 4e                      | 36                      | 30                      | 14                      | 10                      | 6                       | 37                      | 23                      | Quarts de finale        | C2                      | Demi-finales            | Nikolaï Kolessov (en)    | 9                       | Aleksandr Sevidov                                                                     |                         |                         |
| 1979             | 1re         | 5e                      | 42                      | 34                      | 17                      | 9                       | 8                       | 41                      | 27                      | Finale                  | —                       | —                       | Valeri Gazzaev           | 10                      | Ivan Mozer Viktor Tsarev Ivan Mozer                                                   |                         |                         |
| 1980             | 1re         | 14e                     | 28                      | 34                      | 9                       | 14                      | 11                      | 32                      | 33                      | Quarts de finale        | C2                      | Quarts de finale        | Valeri Gazzaev           | 9                       | Ievgueni Gorianski (en) Adamas Golodets                                               |                         |                         |
| 1981             | 1re         | 4e                      | 40                      | 34                      | 15                      | 10                      | 9                       | 41                      | 29                      | Demi-finales            | —                       | —                       | Valeri Gazzaev           | 15                      | Viatcheslav Soloviov                                                                  |                         |                         |
| 1982             | 1re         | 11e                     | 31                      | 34                      | 13                      | 5                       | 16                      | 42                      | 52                      | Phase de groupes        | —                       | —                       | Valeri Gazzaev           | 12                      | Viatcheslav Soloviov                                                                  |                         |                         |
| 1983             | 1re         | 15e                     | 28                      | 34                      | 9                       | 11                      | 14                      | 30                      | 37                      | Quarts de finale        | —                       | —                       | Valeri Gazzaev           | 11                      | Viatcheslav Soloviov Vadim Ivanov (en)                                                |                         |                         |
| 1984             | 1re         | 16e                     | 26                      | 34                      | 8                       | 10                      | 16                      | 35                      | 43                      | Vainqueur               | —                       | —                       | Valeri Gazzaev           | 8                       | Aleksandr Sevidov                                                                     |                         |                         |
| 1985             | 1re         | 14e                     | 29                      | 34                      | 11                      | 7                       | 16                      | 37                      | 50                      | Huitièmes de finale     | C2                      | Demi-finales            | Sergueï Stoukachov (en)  | 6                       | Aleksandr Sevidov Eduard Malofeev                                                     |                         |                         |
| 1986             | 1re         | 2e                      | 38                      | 30                      | 14                      | 11                      | 5                       | 46                      | 26                      | Seizièmes de finale     | —                       | —                       | Aleksandr Borodiouk      | 21                      | Eduard Malofeev                                                                       |                         |                         |
| 1987             | 1re         | 9e                      | 28                      | 30                      | 9                       | 11                      | 10                      | 27                      | 30                      | Demi-finales            | —                       | —                       | Sergueï Stoukachov (en)  | 5                       | Eduard Malofeev Anatoli Bychovets                                                     |                         |                         |
| 1988             | 1re         | 10e                     | 26                      | 30                      | 9                       | 8                       | 13                      | 32                      | 38                      | Seizièmes de finale     | C3                      | Seizièmes de finale     | Aleksandr Borodiouk      | 16                      | Anatoli Bychovets                                                                     |                         |                         |
| 1989             | 1re         | 8e                      | 30                      | 30                      | 9                       | 12                      | 9                       | 31                      | 26                      | Seizièmes de finale     | —                       | —                       | Igor Kolyvanov           | 11                      | Anatoli Bychovets                                                                     |                         |                         |
| 1990             | 1re         | 3e                      | 31                      | 24                      | 12                      | 7                       | 5                       | 27                      | 24                      | Demi-finales            | —                       | —                       | Igor Kolyvanov           | 5                       | Anatoli Bychovets Semen Altman (en)                                                   |                         |                         |
| 1991             | 1re         | 6e                      | 31                      | 30                      | 12                      | 7                       | 11                      | 43                      | 42                      | Huitièmes de finale     | —                       | —                       | Igor Kolyvanov           | 18                      | Semen Altman (en) Valeri Gazzaev                                                      |                         |                         |
| 1991             | 1re         | 6e                      | 31                      | 30                      | 12                      | 7                       | 11                      | 43                      | 42                      | Huitièmes de finale     | —                       | —                       | Igor Kolyvanov           | 18                      | Semen Altman (en) Valeri Gazzaev                                                      |                         |                         |

1. ↑  Ne prend en compte que les statistiques en championnat.

### Période russe
| Saison    | Championnat | Championnat | Championnat | Championnat | Championnat | Championnat | Championnat | Championnat | Championnat | Championnat | Coupe de Russie     | Coupe d'Europe | Coupe d'Europe      | Meilleur(s) buteur(s)           | Meilleur(s) buteur(s) | Entraîneur(s)                                              |
| Saison    | Division    | Pos         | Pts         | J           | V           | N           | D           | BP          | BC          | Diff        | Coupe de Russie     | C              | Résultat            | Joueur                          | Buts                  | Entraîneur(s)                                              |
| --------- | ----------- | ----------- | ----------- | ----------- | ----------- | ----------- | ----------- | ----------- | ----------- | ----------- | ------------------- | -------------- | ------------------- | ------------------------------- | --------------------- | ---------------------------------------------------------- |
| 1992      | 1re         | 3e          | 40          | 32          | 14          | 6           | 6           | 55          | 29          | +26         | —                   | C3             | Huitièmes de finale | Vali Gasimov                    | 16                    | Valeri Gazzaev                                             |
| 1993      | 1re         | 3e          | 42          | 34          | 16          | 10          | 8           | 65          | 38          | +27         | Demi-finales        | C3             | Huitièmes de finale | Igor Simutenkov                 | 16                    | Valeri Gazzaev Adamas Golodets                             |
| 1994      | 1re         | 2e          | 39          | 30          | 13          | 13          | 4           | 55          | 35          | +20         | Demi-finales        | C3             | Premier tour        | Igor Simutenkov                 | 21                    | Konstantin Beskov                                          |
| 1995      | 1re         | 4e          | 56          | 30          | 16          | 8           | 6           | 45          | 29          | +16         | Vainqueur           | C3             | Seizièmes de finale | Oleg Teriokhine                 | 11                    | Konstantin Beskov Adamas Golodets                          |
| 1996      | 1re         | 4e          | 67          | 34          | 20          | 7           | 7           | 60          | 35          | +25         | Demi-finales        | C2             | Quarts de finale    | Oleg Teriokhine                 | 13                    | Adamas Golodets                                            |
| 1997      | 1re         | 3e          | 68          | 34          | 19          | 11          | 4           | 50          | 20          | +30         | Finale              | C3             | Premier tour        | Oleg Teriokhine                 | 17                    | Adamas Golodets                                            |
| 1998      | 1re         | 9e          | 39          | 30          | 8           | 15          | 7           | 31          | 30          | +1          | Quarts de finale    | —              | —                   | Oleg Teriokhine                 | 12                    | Adamas Golodets Gueorgui Iartsev                           |
| 1999      | 1re         | 5e          | 44          | 30          | 12          | 8           | 10          | 44          | 41          | +3          | Finale              | C3             | Seizièmes de finale | Oleg Teriokhine                 | 14                    | Gueorgui Iartsev Alekseï Petrouchine                       |
| 2000      | 1re         | 5e          | 50          | 30          | 14          | 8           | 8           | 45          | 35          | +10         | Quarts de finale    | —              | —                   | Rolan Goussev                   | 12                    | Valeri Gazzaev                                             |
| 2001      | 1re         | 9e          | 38          | 30          | 10          | 8           | 12          | 43          | 51          | -8          | Huitièmes de finale | C3             | Premier tour        | Anton Khazov (en)               | 10                    | Valeri Gazzaev Aleksandr Novikov                           |
| 2002      | 1re         | 8e          | 42          | 30          | 12          | 6           | 12          | 38          | 33          | +5          | Quarts de finale    | C3             | Deuxième tour       | Ognjen Koroman                  | 6                     | Aleksandr Novikov Viktor Prokopenko                        |
| 2003      | 1re         | 6e          | 46          | 30          | 12          | 10          | 8           | 42          | 29          | +13         | Seizièmes de finale | —              | —                   | Dmitri Bulykine                 | 9                     | Viktor Prokopenko                                          |
| 2004      | 1re         | 13e         | 29          | 30          | 6           | 11          | 13          | 27          | 38          | -9          | Huitièmes de finale | —              | —                   | Erik Kortchaguine               | 4                     | Jaroslav Hřebík (en) Viktor Bondarenko (en) Oleg Romantsev |
| 2005      | 1re         | 8e          | 38          | 30          | 12          | 2           | 16          | 36          | 46          | -10         | Huitièmes de finale | —              | —                   | Derlei                          | 13                    | Oleg Romantsev Andreï Kobelev Ivo Wortmann                 |
| 2006      | 1re         | 14e         | 34          | 30          | 8           | 10          | 12          | 31          | 40          | -9          | Quarts de finale    | —              | —                   | Derlei                          | 7                     | Iouri Siomine Andreï Kobelev                               |
| 2007      | 1re         | 6e          | 41          | 30          | 11          | 8           | 11          | 37          | 35          | +2          | Quarts de finale    | —              | —                   | Denis Kolodine                  | 9                     | Andreï Kobelev                                             |
| 2008      | 1re         | 3e          | 54          | 30          | 15          | 9           | 6           | 41          | 29          | +12         | Huitièmes de finale | —              | —                   | Aleksandr Kerjakov              | 7                     | Andreï Kobelev                                             |
| 2009      | 1re         | 8e          | 42          | 30          | 12          | 6           | 12          | 31          | 37          | -6          | Demi-finales        | C1             | Troisième tour Q    | Aleksandr Kerjakov              | 12                    | Andreï Kobelev                                             |
| 2009      | 1re         | 8e          | 42          | 30          | 12          | 6           | 12          | 31          | 37          | -6          | Demi-finales        | C3             | Barrages Q          | Aleksandr Kerjakov              | 12                    | Andreï Kobelev                                             |
| 2010      | 1re         | 7e          | 40          | 30          | 9           | 13          | 8           | 38          | 31          | +7          | Seizièmes de finale | —              | —                   | Kevin Kurányi                   | 9                     | Andreï Kobelev Miodrag Božović                             |
| 2011-2012 | 1re         | 4e          | 72          | 44          | 20          | 12          | 12          | 66          | 50          | +16         | Quarts de finale    | —              | —                   | Kevin Kurányi                   | 13                    | Miodrag Božović Sergueï Silkine (en)                       |
| 2011-2012 | 1re         | 4e          | 72          | 44          | 20          | 12          | 12          | 66          | 50          | +16         | Finale              | —              | —                   | Kevin Kurányi                   | 13                    | Miodrag Božović Sergueï Silkine (en)                       |
| 2012-2013 | 1re         | 7e          | 48          | 30          | 14          | 6           | 10          | 41          | 34          | +7          | Quarts de finale    | C3             | Barrages Q          | Kevin Kurányi Aleksandr Kokorin | 10                    | Dan Petrescu                                               |
| 2013-2014 | 1re         | 4e          | 52          | 30          | 15          | 7           | 8           | 54          | 37          | +17         | Seizièmes de finale | —              | —                   | Aleksandr Kokorin               | 10                    | Dan Petrescu Stanislav Tchertchessov                       |
| 2014-2015 | 1re         | 4e          | 50          | 30          | 14          | 8           | 8           | 53          | 36          | +17         | Seizièmes de finale | C3             | Huitièmes de finale | Kevin Kurányi                   | 10                    | Stanislav Tchertchessov                                    |
| 2015-2016 | 1re         | 15e         | 25          | 30          | 5           | 10          | 15          | 25          | 47          | -22         | Quarts de finale    | —              | —                   | Alekseï Kozlov                  | 4                     | Andreï Kobelev                                             |
| 2016-2017 | 2e          | 1er         | 87          | 38          | 26          | 9           | 3           | 64          | 25          | +39         | Huitièmes de finale | —              | —                   | Kirill Pantchenko               | 24                    | Yuriy Kalitvintsev (en)                                    |
| 2017-2018 | 1re         | 8e          | 40          | 30          | 10          | 10          | 10          | 29          | 30          | -1          | Seizièmes de finale | —              | —                   | Aleksandr Tachaïev              | 7                     | Yuriy Kalitvintsev (en) Dmitri Khokhlov                    |
| 2018-2019 | 1re         | 12e         | 33          | 30          | 6           | 15          | 9           | 28          | 28          | 0           | Huitièmes de finale | —              | —                   | Kirill Pantchenko               | 5                     | Dmitri Khokhlov                                            |
| 2019-2020 | 1re         | 6e          | 41          | 30          | 11          | 8           | 11          | 27          | 30          | -3          | Seizièmes de finale | —              | —                   | Maximilian Philipp              | 8                     | Dmitri Khokhlov Kirill Novikov                             |
| 2020-2021 | 1re         | 7e          | 50          | 30          | 15          | 5           | 10          | 44          | 33          | +11         | Quarts de finale    | C3             | Deuxième tour Q     | Daniil Fomine                   | 6                     | Kirill Novikov Sandro Schwarz                              |
| 2021-2022 | 1re         | 3e          | 53          | 30          | 16          | 5           | 9           | 53          | 41          | +12         | Finale              | —              | —                   | Daniil Fomine                   | 12                    | Sandro Schwarz                                             |
| 2022-2023 | 1re         | 9e          | 45          | 30          | 13          | 6           | 11          | 49          | 45          | +4          | Demi-finales        | —              | —                   | Fiodor Smolov                   | 12                    | Slaviša Jokanović Pavel Alpatov                            |

1. ↑  Ne prend en compte que les statistiques en championnat.